# 知识分子写作诗群
1987年诗人西川、陈东东、欧阳江河等在当年的“青春诗会”上明确提出了知识分子写作的概念。
知识分子写作诗群的诗人们认为，诗歌的创作首先是一种对艺术负责的写作态度，在创作过程中通过对诗歌语言的精密处理，充分发挥各种写作技术的艺术效果，从而准确地表达诗歌的主题。这是对过于泛滥的平民化诗歌倾向的否定，也是对所谓“正统”诗歌的挑战。
在1990年代里，知识分子写作运动得到了进一步的发展，出现了西川、欧阳江河、陈东东、张枣、翟永明、王家新、臧棣、桑克、西渡等一大批优秀的知识分子写作诗人。
与知识分子写作概念相对立的是于坚、韩东的民间写作，1990年代末民间写作与知识分子写作之间的对抗趋于激烈，并导致了莫非、树才和谯达摩等另一批诗人选择了第三条道路写作。

## 相关连接
- 中国诗歌库
- 中国诗歌史 （页面存档备份，存于）